# Elizaveta Bagrjanceva
Elizaveta Petrovna Bagrjanceva (in russo Елизавета Петровна Багрянцева?, trasl. angl.: Yelizaveta Petrovna Bagryantseva; Usol'e-Sibirskoe, 12 novembre 1920 – 24 gennaio 1996) è stata una discobola e allenatrice di atletica leggera sovietica.

## Biografia
Yelizaveta nacque in una piccola cittadina mineraria della Siberia e sin da piccola si cimentò nello sci. Iniziò a praticare il lancio del disco durante la frequenza di un istituto di educazione fisica di Novosibirsk. Dopo aver ottenuto il diploma nel 1941, iniziò a lavorare come insegnante di educazione fisica a Irkutsk fino al 1949, anno in cui passò ad insegnare presso l'istituto di educazione fisica di Mosca. Lo stesso anno prese parte per la prima volta ai campionati sovietici di atletica leggera, dove si classificò seconda, conquistando la sua prima medaglia nazionale.
Fece parte della nazionale sovietica di atletica leggera dal 1949 al 1952, anno in cui partecipò ai Giochi olimpici di Helsinki portando a casa la medaglia d'argento, salendo sul podio alle due connazionali Nina Romaškova (oro) e Nina Dumbadze (bronzo), andando così a formare il primo podio olimpico femminile composto da tre atlete provenienti dallo stesso paese.
Sposò Yury Verkhoshansky, un noto allenatore e professore di educazione fisica sovietico, e lavorò al suo fianco come allenatrice di atletica leggera, dapprima in Russia e poi in Italia.

## Palmarès
| Anno | Manifestazione  | Sede     | Evento           | Risultato | Prestazione | Note |
| ---- | --------------- | -------- | ---------------- | --------- | ----------- | ---- |
| 1952 | Giochi olimpici | Helsinki | Lancio del disco | Argento   | 47,08 m     |      |

## Campionati nazionali
- 1 volta campionessa sovietica assoluta del lancio del disco (1949)